# Aeroporto di Vágar
L'Aeroporto di Vágar (IATA: FAE, ICAO: EKVG) (in faroese Vága Floghavn, in danese Vágar Lufthavn), è l'unico aeroporto delle Isole Fær Øer, una regione autonoma del Regno di Danimarca. Si trova a 2 km dalla città di Sørvágur.

## Storia
L'aeroporto venne costruito dall'esercito inglese durante la seconda guerra mondiale sull'isola di Vágar, venne scelto questo sito poiché era poco visibile dal mare quindi da un eventuale attacco navale della Germania. Il primo aeroplano atterrò nell'autunno del 1942.

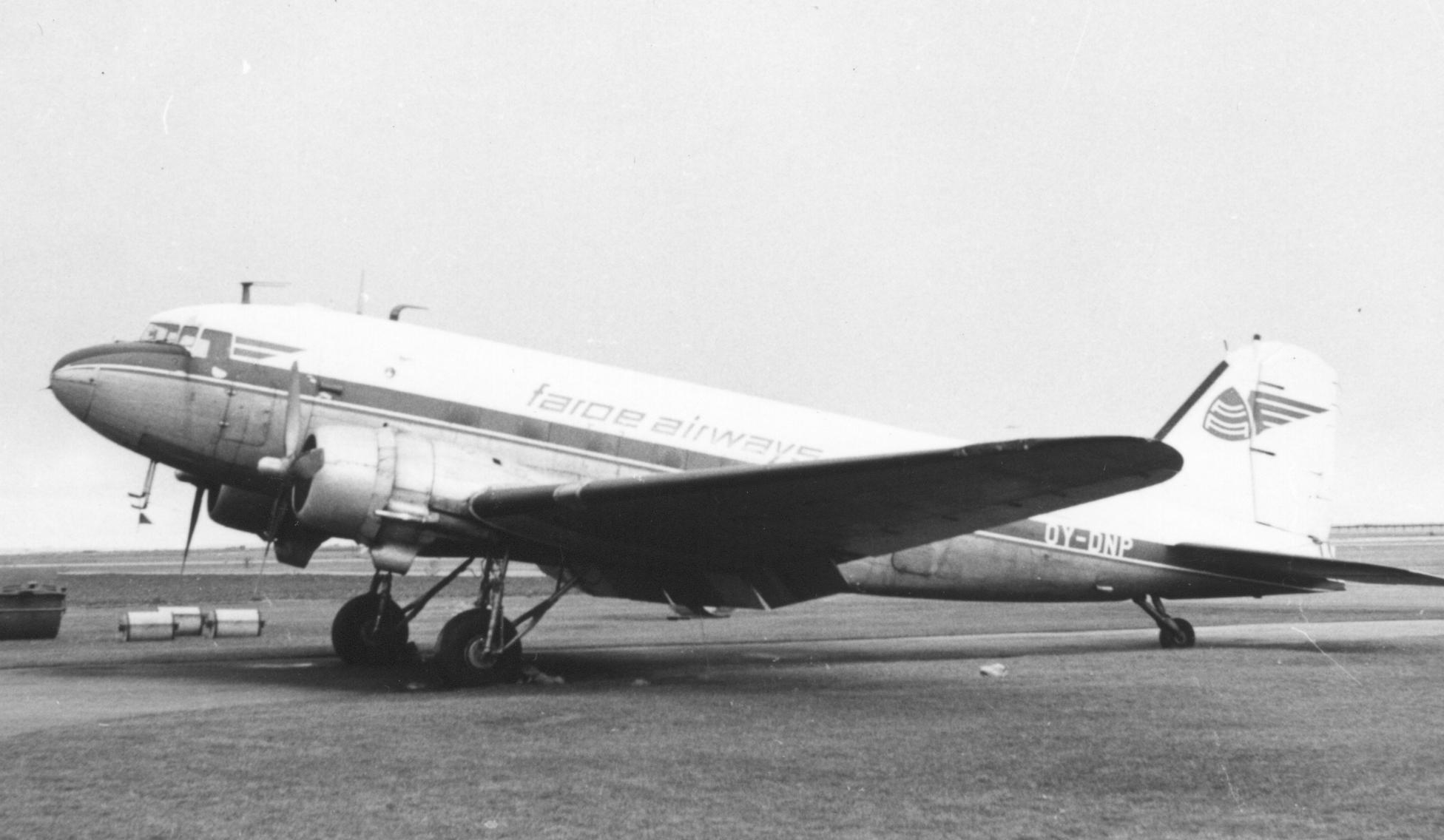
Faroe Airways Douglas DC-3

Dopo la guerra la pista venne abbandonata e non fu utilizzata fino al 1963 quando venne riaperta, per iniziativa di due abitanti dell'isola, come aeroporto civile. Questi lavoravano per la compagnia islandese Icelandair, che effettuò i primi voli di linea per Bergen, Copenaghen e Glasgow utilizzando un Douglas DC-3. Successivamente venne sostituita dalla Faroe Airways, compagnia aerea che cessò le operazioni nel 1967. Fino al 2004 la Maersk Air ha operato qualche volo con la Atlantic Air.
Dal 2002 l'isola è collegata tramite un tunnel sottomarino all'isola adiacente di Streymoy, dove si trova la capitale Faroese Tórshavn.
L'aeroporto è attualmente posto sotto il controllo del Governo delle Isole Faroe. Attualmente è in progetto l'ampliamento del terminal, mentre la pista, precedentemente lunga 1250 m, è stata portata a 1799 m nel dicembre del 2011 dopo 19 mesi di lavori.

### Incidenti
- Il 26 settembre 1970 un Fokker F27 dell'Icelandair proveniente da Copenaghen precipitò per via del maltempo nei pressi di Mykines: 8 dei 34 passeggeri persero la vita.
- Il 3 agosto 1996 un Gulfstream III della Flyvevåbnet si schiantò durante l'approccio finale per via del maltempo e della scarsa visibilità. Nove persone, incluso il capo della difesa danese Jorge Garde e sua moglie, sono rimaste vittime.

## Statistiche
Questo grafico non è disponibile a causa di un problema tecnico.
Si prega di non rimuoverlo.
Vedi la query Wikidata di origine.

## Trasporti
300 della Strandfaraskip Landsins con 11 corse al giorno collega l'aeroporto, la città di Sørvágur e la capitale Tórshavn. Il tunnel "Vágatunnilin" connette l'aeroporto e l'isola di Vágar con i principali villaggi delle Isole Faroe.

## Galleria d'immagini

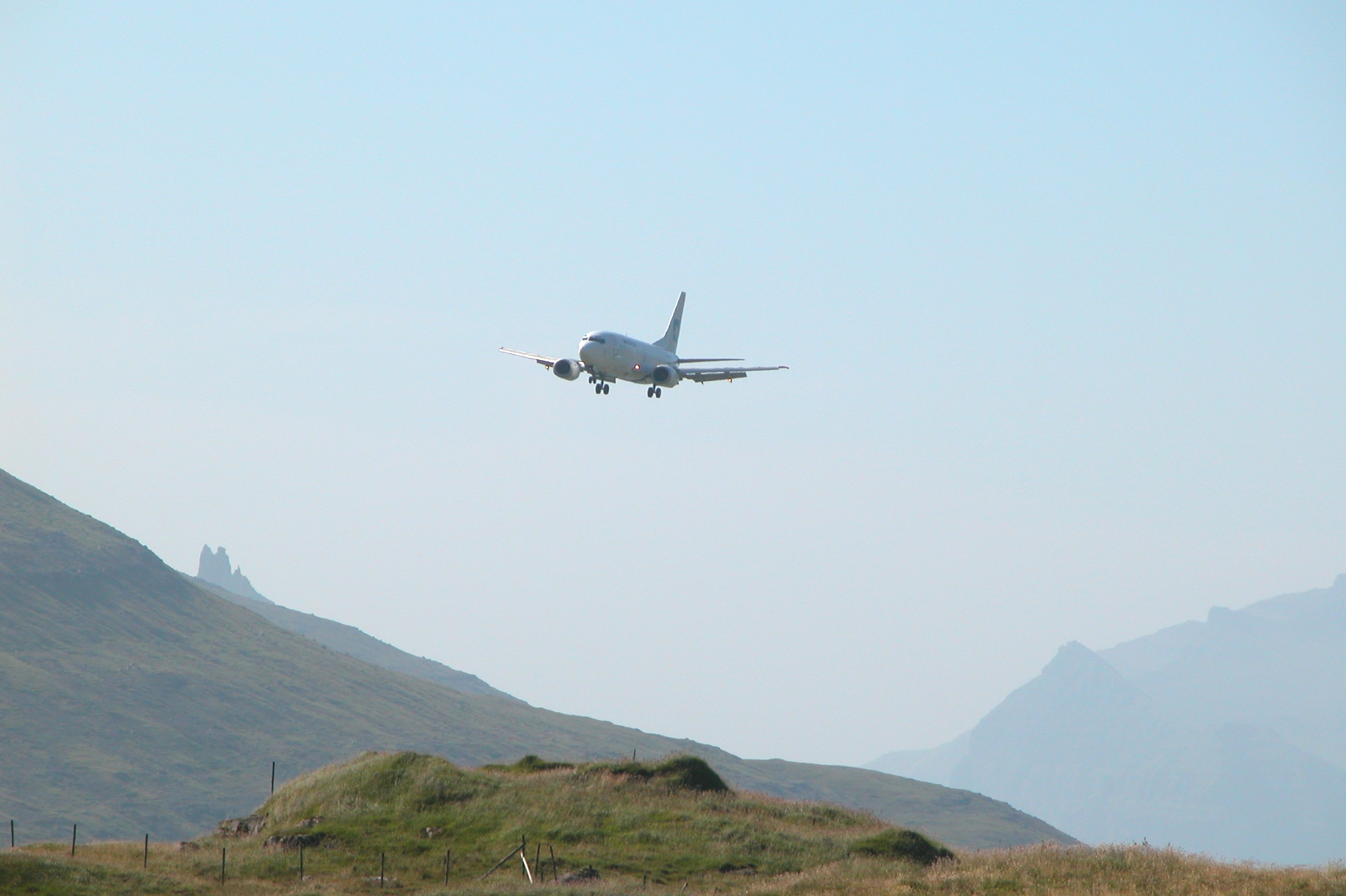
Un Boeing 737 in fase d'atterraggio
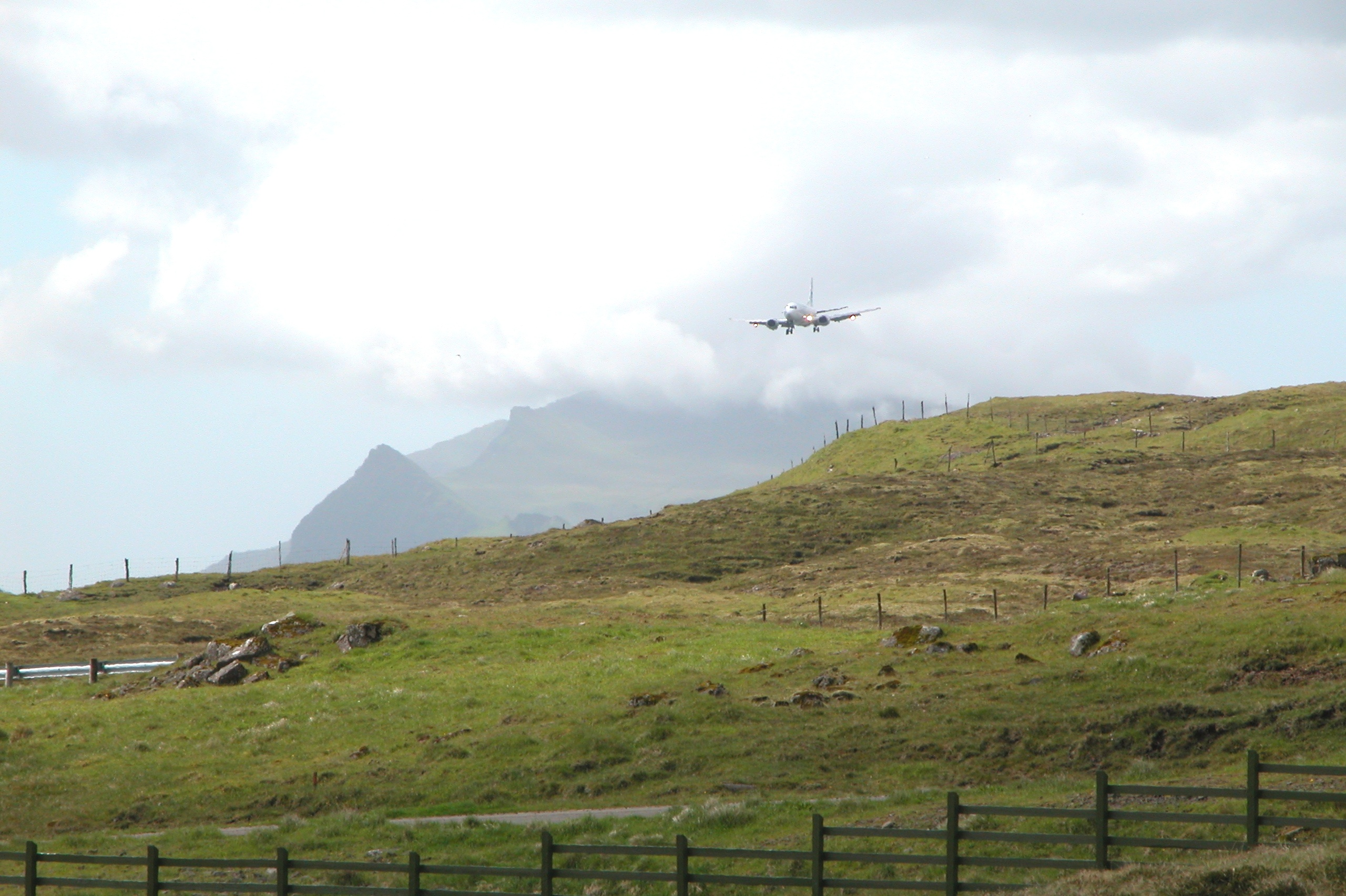
Atterraggio
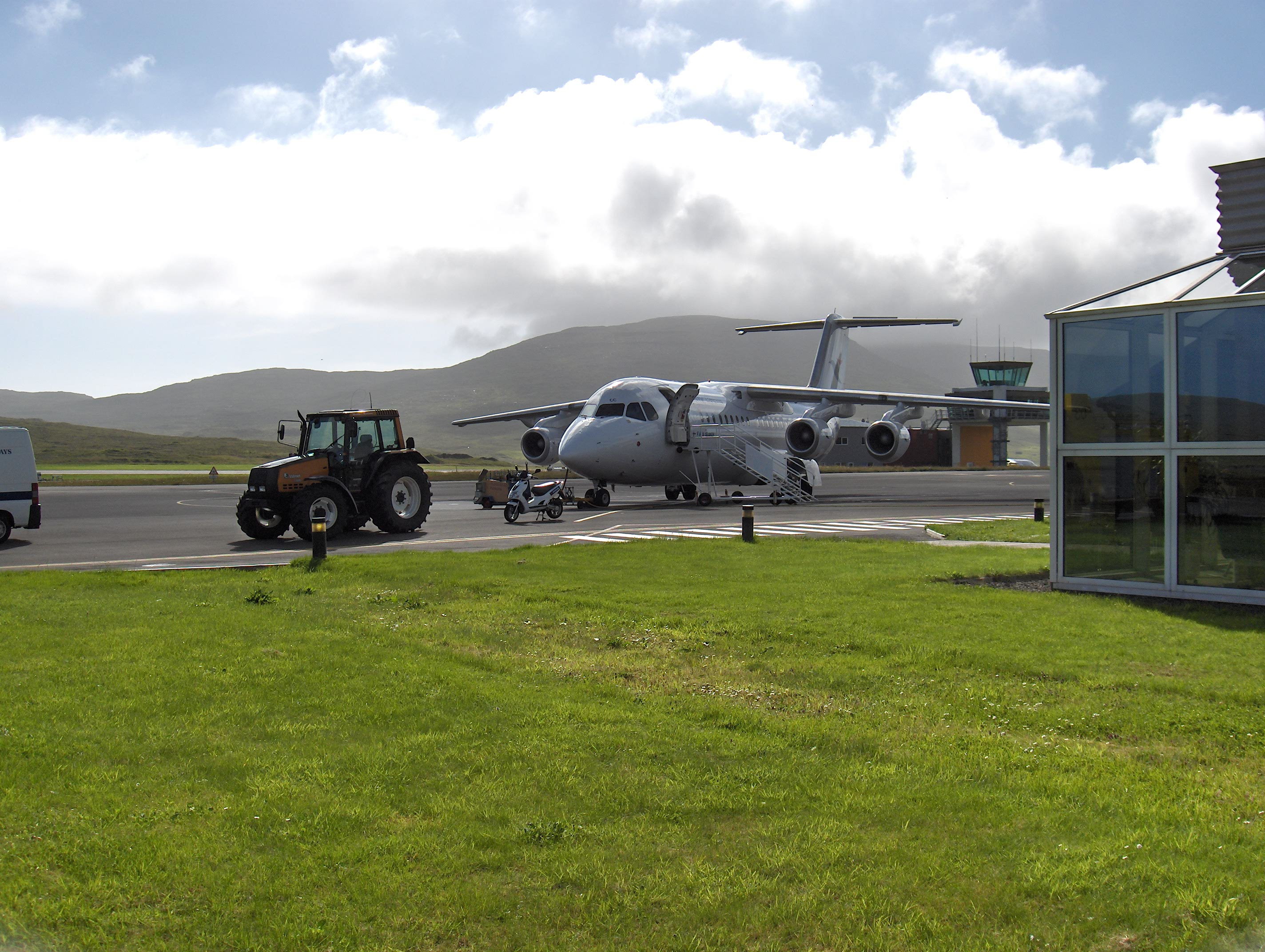
Avro RJ dell'Atlantic Airways
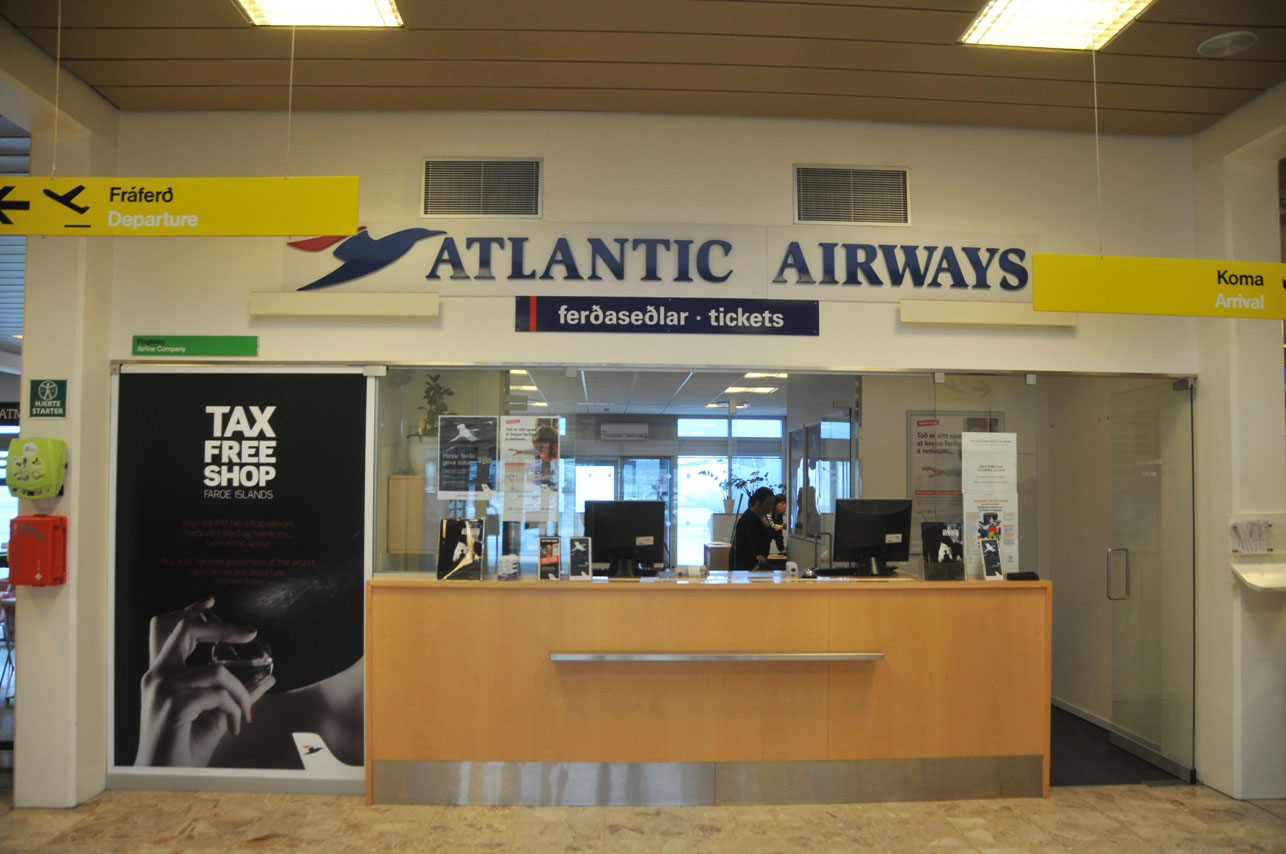
Biglietteria dell'Atlantic Airways